# Irina Zabłudina
Irina Aleksandrowna Zabłudina (ros. Ирина Александровна Заблудина; ur. 24 lutego 1987 w Kujbyszewie) – rosyjska judoczka.
Judo zaczęła uprawiać w wieku 11 lat w Olimpie Nowokuban.
Od 2004 znajduje się w rosyjskiej kadrze narodowej.
W 2011 zdobyła brązowy medal mistrzostw Europy w wadze do 57 kg. W tym samym roku zajęła 7. miejsce na mistrzostwach świata w tej samej wadze.
W 2012 wystąpiła na igrzyskach olimpijskich w wadze do 57 kg i uplasowała się na 7. pozycji. W pierwszej rundzie zawodów miała wolny los. W drugiej pokonała Kubankę Yurisleidys Lupetey. W ćwierćfinale przegrała z Amerykanką Marti Malloy, późniejszą brązową medalistką przez yuko, lecz mogła jeszcze zdobyć medal dzięki repasażom. W pierwszym pojedynku repasaży przegrała jednak z Węgierką Hedvig Karakas.
W 2013 w wadze do 57 kg została brązową medalistką mistrzostw Europy. W tym samym roku wywalczyła brąz także w zawodach drużynowych na uniwersjadzie.
Absolwentka Samarskiego Państwowego Uniwersytetu Pedagogicznego.